# Pioda
Pioda is een plaats (frazione) in de Italiaanse gemeente Ardenno.